# فالدكيرشن
والدكيرشن (بالألمانية: Waldkirchen) هي بلدة ألمانية تقع في منطقة فريونغ-غرافنآو في ألمانيا.

## المدن التوأمة
مدن براخاتيتسه، سيرارا فونتانا ‏ و لاندسهوت هي مدن توأمة لـوالدكيرشن.

## أعلام
- ستيفان بيندر